# Parafia św. Józefa Rzemieślnika w Nowym Zagórzu
Parafia św. Józefa Rzemieślnika w Nowym Zagórzu – parafia rzymskokatolicka pod wezwaniem Świętego Józefa Rzemieślnika w Zagórzu, w dzielnicy Nowy Zagórz należąca do dekanatu Sanok II w archidiecezji przemyskiej. 

## Historia
W 1412 roku pojawiła się pierwsza wzmianka o Zagórzu. 1 lutego 1977 roku miejscowość otrzymała prawa miejskie. 
W 1981 roku na osiedlu Nowy Zagórz w domu prywatnym, obok szkoły podstawowej nr 2, zorganizowano punkt katechetyczny. Pierwszym katechetą został ks. Eugeniusz Dryniak. W 1987 roku podjęto decyzję o budowie budynku parafialnego z kaplicą. 28 marca 1989 roku ks. Józef Winnicki poświęcił plac i rozpoczęto budowę. 28 czerwca 1989 roku ks. Eugeniusz Dryniak został rektorem kaplicy w Nowym Zagórzu. 24 grudnia 1989 roku w nowej kaplicy odprawiono pierwszą pasterkę. 20 maja 1990 roku bp Stefan Moskwa poświęcił nową kaplicę. 
18 czerwca 1990 dekretem bpa Ignacego Tokarczuka została erygowana parafia, pw. św. Józefa Rzemieślnika, z wydzielonego terytorium parafii Wniebowzięcia Najświętszej Maryi Panny w Zagórzu. W 1991 roku rozpoczęto budowę nowego murowanego kościoła, według projektu arch. inż. Adama Gustawa. 11 listopada 2000 roku abp Józef Michalik dokonał konsekracji kościoła.
Na terenie parafii jest 1 470 wiernych.
Proboszczowie parafii:
1989–2019. ks. prał. Eugeniusz Dryniak.
2019–2023. ks. Marek Dec.
2023– nadal ks. Mariusz Mul.

## Zasięg parafii
Teren parafii obejmuje ulice: Dworcowa, Kopernika, Krucza, Kwiatowa, Modrzewiowa, Mostowa, Polna, Południowa, Skalna,  Ks. Piotra Skargi, Marii Curie-Skłodowskiej, Szopena, Targowa, Wolności, Zahariasiewicza, Zaułek.